# 늪레밍속
늪레밍속(Synaptomys)은 비단털쥐과에 속하는 설치류 속의 하나이다. 북아메리카에 서식하는 현존하는 2종의 레밍을 포함하고 있다. 습윤 숲과 개활지에서 서식한다. 작고 둥근 설치류로 큰 머리와 짧은 귀, 다리, 꼬리를 갖고 있다. 풀과 사초속 식물과 같은 녹색 식물을 먹는다. 무리를 지어 발견되기도 한다.

## 하위 종
- 북부늪레밍 (Synaptomys borealis)
- 남부늪레밍 (Synaptomys cooperi)[2][3]